# 喀喇沁中旗
喀喇沁中旗，俗称玛公旗、喀喇沁贝子旗:17，中国清代、民国时期内蒙古旧旗名。
源于喀喇沁部的喀喇沁右翼旗。《钦定外藩蒙古回部王公表传》记载：“康熙四十四年（1705年），以族属繁积三十八佐领，命增设一旗，授格埒勒扎萨克。”由此，从喀喇沁右翼旗划出喀喇沁中旗。此后处理相关的事务理藩院回文称，康熙四十三年（1704年），派员划分牧地。康熙四十四年（1705年），再度派员，未动两旗杂居者之房屋地亩，令照旧居住奏报事均已记档在案:35。喀喇沁中旗扎萨克驻珠布格朗图巴彦喀喇山:17（今河北省平泉县北蒙和乌苏）。属卓索图盟。
乾隆年间，第三任王公齐齐克由扎萨克一等塔布囊，晋公品级。第四任王公玛哈巴拉所任扎萨克一等塔布囊，诏令世袭罔替:17。道光年间，玛哈巴拉加恩赏贝子衔。喀喇沁中旗亦因玛哈巴拉，称玛公旗、马公旗:17。
北洋政府时期，旗长汉罗扎布晋升为多罗郡王。王府在今内蒙古自治区赤峰市宁城县西北大城子镇。喀喇沁中旗属热河省蒙旗之一。1933年，热河省沦陷于日军后，属满洲国热河省。1949年，中共政权将之并入宁城县。

## 历任旗长

### 清朝
- 第一任，格埒勒，（1705年—?年）[1]:17
- 第二任，喀宁阿，（1720年—1740年），格埒勒侄子，们都之子[1]:17
- 第三任，齐齐克，（1740年—1774年）[2]:35，喀宁阿之子[1]:17
- 第四任，玛哈巴拉，（1775年—1840年），齐齐克之子[1]:17
- 末任，汉罗扎布，（1891年—1912年）

### 中华民国大陆时期
- 汉罗扎布